# Državna cesta D14
Die Državna cesta D14 (kroatisch für Nationalstraße D14) ist eine Hauptstraße in Kroatien.

## Verlauf
Die als Schnellstraße ausgebaute Straße ist Teil der Nordumfahrung der Stadt Zagreb. Sie zweigt bei der Anschlussstelle Zabok von der Autobahn Autocesta A2 ab und folgt dem Fluss Krapina bis Zlatar-Bistrica. Dort geht die Straße in die Državna cesta D24 über.
Die Länge der Straße beträgt 17,41 km.
Eine rund 22 km lange Fortsetzung bis Soblinec an der Autobahn Autocesta A4 ist geplant.